# 阿莉莎·内赫尔
阿莉莎·米歇爾·内赫爾（英語：Alyssa Michele Naeher，1988年4月20日—），美国職業女子足球运动员，司職門將，現效力國家女子足球聯賽球隊芝加哥之星。她曾代表美国参加國際足協女子世界盃獲得2次冠軍（2015年、2019年），以及在2020年和2024年夏季奥林匹克运动会足球比赛分別获得铜牌和金牌。

## 外部連結
- 阿莉莎·内赫尔在國家女子足球聯賽
- 阿莉莎·内赫爾在芝加哥之星（页面存档备份，存于）
- 阿莉莎·内赫爾在波士頓浪花
- 阿莉莎·内赫爾在美國女子足球職業聯賽
- 阿莉莎·内赫爾在賓州州立尼塔尼雄獅隊
- 阿莉莎·内赫尔在美國足球協會
- 阿莉莎·内赫尔在Olympics.com的个人资料和比赛数据
- 阿莉莎·内赫尔在Olympedia的个人资料和比赛数据